# یک حرکت صحیح (فیلم ۱۹۵۵)
یک حرکت صحیح (انگلیسی: One Good Turn) یک فیلم در ژانر کمدی به کارگردانی جان پدی کارستیرز است که در سال ۱۹۵۵ منتشر شد. از بازیگران آن می‌توان به نورمن ویزدوم، جون رایس، پرسی هربرت، و گراهام استارک اشاره کرد.